# そごう広島店

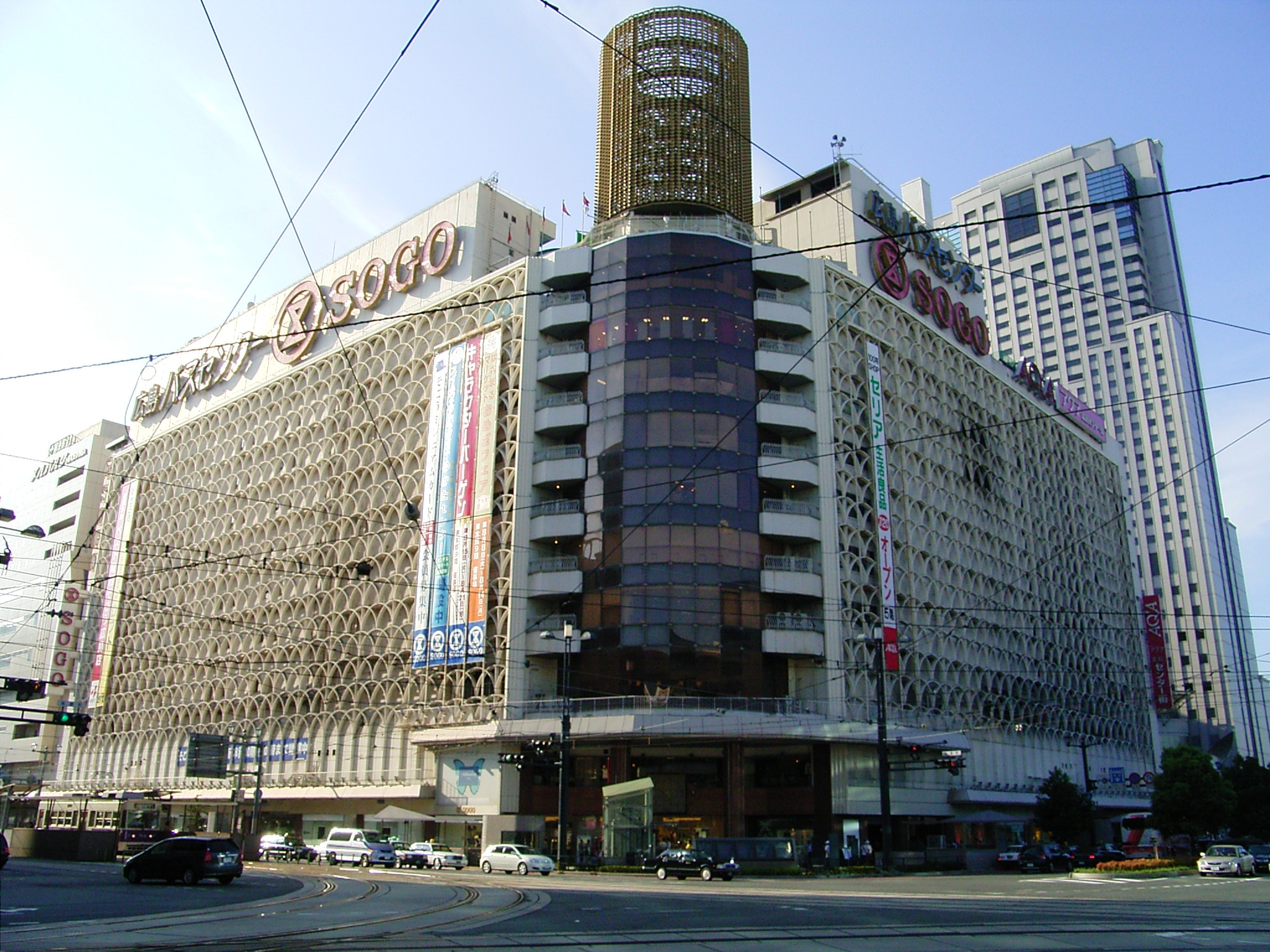
そごう広島店本館（2006年8月12日撮影）。左側のSOGOのネオンサインと袖看板が赤色の文字となっている。

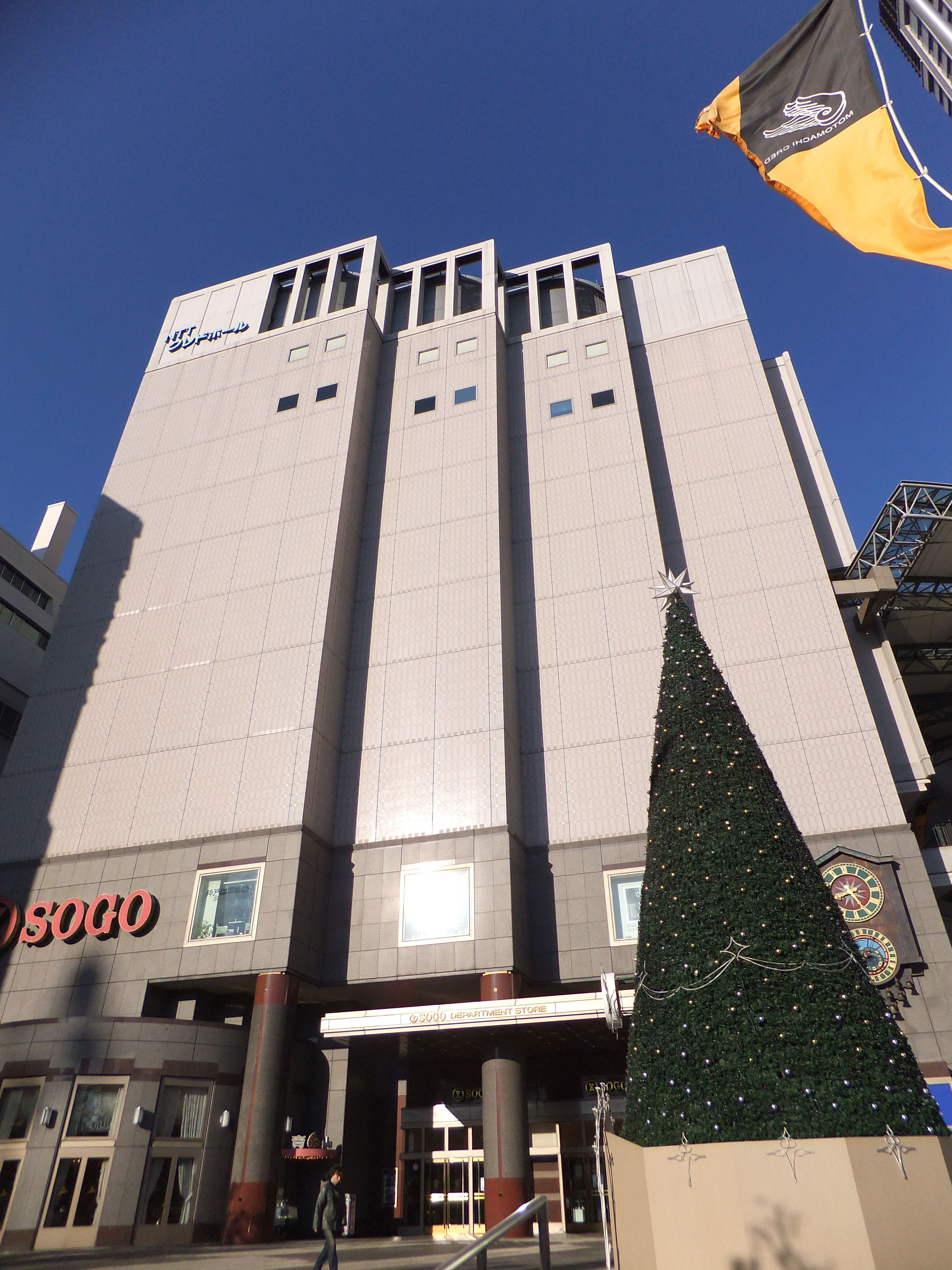
そごう広島店新館

そごう広島店（そごうひろしまてん）は、広島県広島市中区基町（紙屋町地区）にある百貨店。株式会社そごう・西武（かつてセブン&アイ・ホールディングス傘下であった）が運営する百貨店ブランド「そごう」の店舗の一つ。そごうの基幹店のうちの1つである。旧そごうグループの経営破綻前の名残から、広島そごうとよばれることも多い。
同地区に戦前から店舗を構える福屋の八丁堀本店と並び、広島を代表する百貨店の一つとして知られる。

## 概要
広島センタービル（広島バスセンター）に本館（建物は一部を除きそごう所有・土地はバスセンターの土地をそごうが賃借）が入居する。本館は広島市の中心部・紙屋町交差点の角に立地しており、紙屋町地区のランドマークの一つとなっている。
1960年代まで地平施設だった広島バスセンターが、1965年（昭和40年）頃より土地の有効活用による地代の負担軽減などを目的に、百貨店の誘致などビルの建設について検討を開始した。その提案について、大丸とそごうが出店を申し込んだ。ただ、大丸側は当初計画されていた1階にバス施設を配置することで、百貨店のアプローチが悪いことより早期に辞退。当初計画案で了承した、そごう側と1969年（昭和44年）10月16日に出店に関する覚え書きを締結した。
その後、何度か建物は計画変更され、1972年（昭和47年）4月28日に、建物の構造や所有権などに関する第二次覚え書きを締結。ビル内にバスセンターを設けた商業ビル「広島センタービル」が1973年（昭和48年）3月24日に建設着工された（詳細は広島バスセンター参照）。
1974年（昭和49年）10月10日、「広島センター街」（現「アクア広島センター街」）と同時に「広島そごう」が開店した。広島市内では前年の1973年（昭和48年）に開店した三越広島店に次ぐ、全国区の百貨店の出店である。開店当時のそごう部分の店舗面積は9,768m2で、地下1階から6階までを店舗として使っていた。その頃は7階・9階は展示スペース、8階は中国新聞社のカルチャー教室などが置かれていた。1975年（昭和50年）6月1日に、21,268m2になり、店舗スペースが拡大した。同日に福屋本店・天満屋広島店・三越広島店が店舗拡大を行っており、同月21日にはハイライフプラザ第一産業本店（現・エディオン広島本店 本館）が開店している。
その後、地下2階の使用、新館開店などで現在の店舗面積は57,839m2になっており、広島県はもとより中国地方・四国地方で最大規模の百貨店である。新館は本館と隣接して1994年（平成6年）4月22日に開店した。NTT西日本中国支社の跡地に建設された基町クレド（NTTクレド基町ビル）商業棟の1階 - 9階に入居している。基町クレドにはほかにパセーラ（ショッピングモール）とリーガロイヤルホテル広島がある。
本館と新館との連絡は1・3・6階でアクア広島センター街を通過する形で行われている。新館とパセーラとの連絡は各階で行われている。
当初の運営会社は本館が株式会社廣島そごう、新館が株式会社廣島そごう新館（「広」の字が旧字体）であったが、2002年（平成14年）に民事再生法の手続きおよびそごう各店舗の統合で本館・新館ともに株式会社そごうの運営になり、店名も「広島そごう」「広島そごう新館」から「そごう広島店」の本館・新館に改称された。2009年8月のそごう、西武百貨店、持ち株会社ミレニアムリテイリングの統合で株式会社そごう・西武の運営となった。
なお、2000年（平成12年）にそごう本体を含めたグループ各社が民事再生法の適用を申請した際に、呉そごう（広島県呉市）と広島そごう新館が破産を免れたのは、両者が廣島そごうと資本的つながりが深かったため（呉そごうの建物が、廣島そごうの持ち物であった、など）で、呉そごうは売り上げが最下位に近かったが破産を免れた。呉店は2008年（平成20年）に広島店と外商・企画部門などを統合して広島店の分館扱いとなり、2013年（平成25年）1月31日に閉店している。
紙屋町交差点に立地していることや「紙屋町」が繁華街として交差点付近の地域を指すこともあり、「紙屋町そごう」という表記も古くから見られた。
2020年8月31日の西神店（神戸市）・徳島店の閉店により、当店が西日本唯一のそごうの店舗となった。
2022年6月、本館の改装を行うと同時に2023年夏を目処に新館の営業を終了させて売場面積を縮小させる予定であると発表された。新館は2023年8月31日をもって営業を終了したが、残った本館は2025年春までリニューアルを行って営業を継続する予定である。

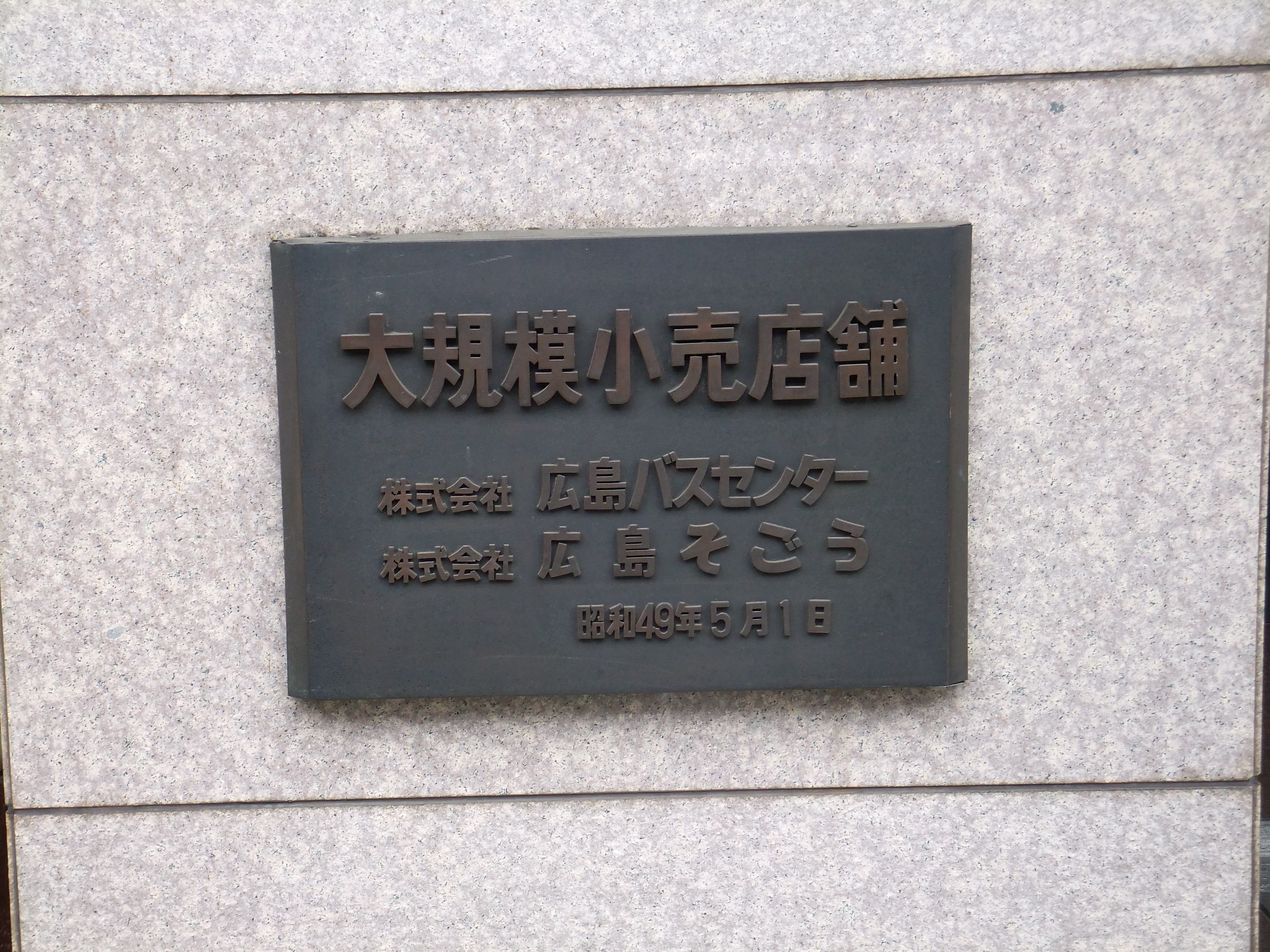
本館側の『大規模小売店舗を設置する者』の看板
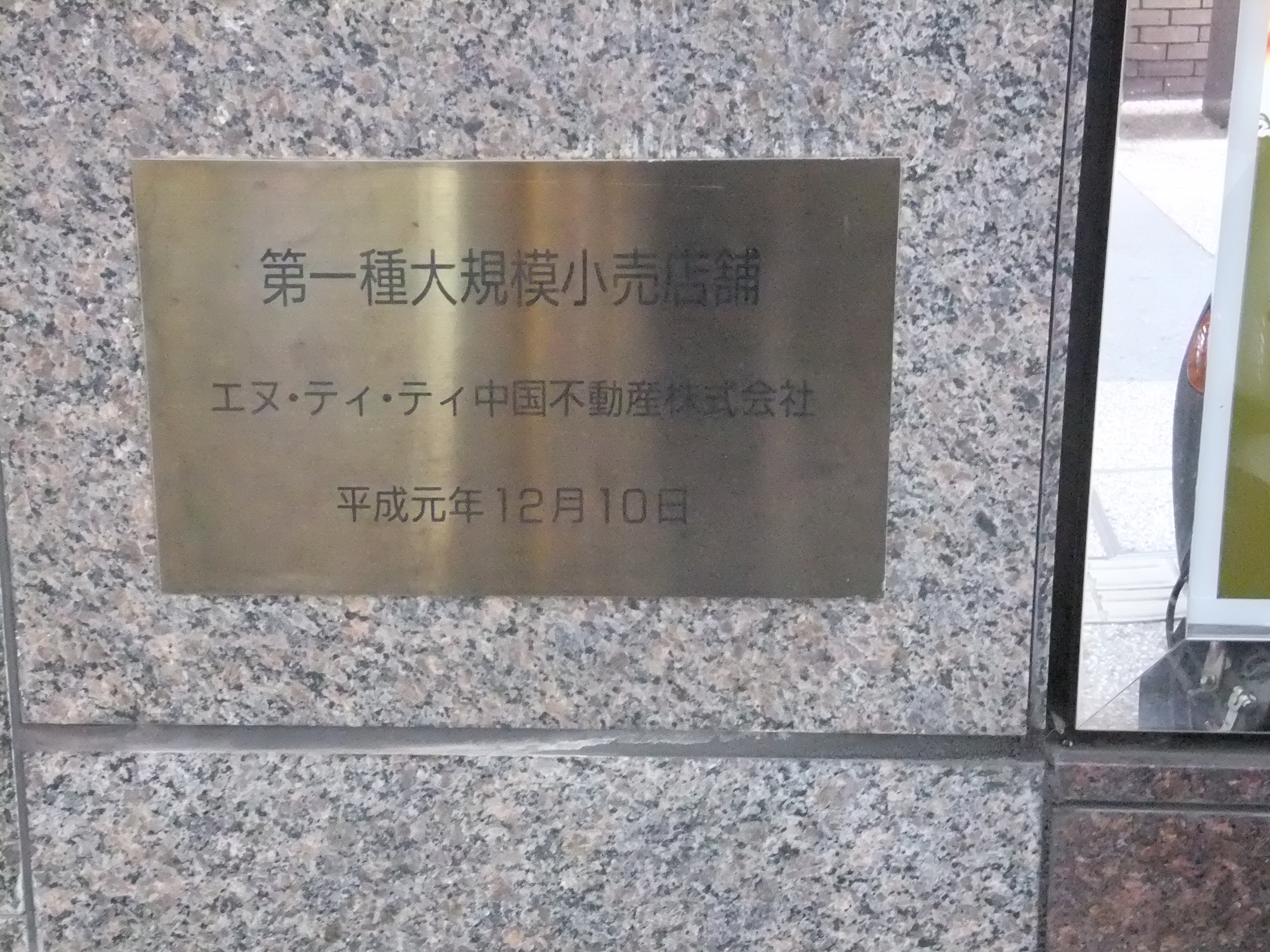
新館側の『大規模小売店舗を設置する者』の看板

## 館内
※青い部分がそごうのフロアである。
| 階      | 広島センタービル（そごう本館） （2025年1月現在） | 広島センタービル（そごう本館） （2025年1月現在） |
| ------- | ------------------------------------------------ | ------------------------------------------------ |
| 11階    | 屋上広場                                         | 屋上広場                                         |
| 10階    | レストラン街                                     | レストラン街                                     |
| 9階     | ペット・催事場                                   | アクア広島センター街                             |
| 8階     | 呉服・宝飾・美術画廊                             | アクア広島センター街                             |
| 7階     | そごうインテリアスタジオ                         | アクア広島センター街                             |
| 6階     | 紳士服・紳士用品・紳士雑貨 紳士靴・こども服      | アクア広島センター街 （紀伊国屋書店）            |
| 5階     | 婦人服・洋品小物・婦人靴                         | アクア広島センター街                             |
| 4階     | 婦人服・紳士服                                   | アクア広島センター街                             |
| 3階     | 広島バスセンター                                 | 広島バスセンター                                 |
| 2階     | アクセサリー・ハンドバッグ                       | アクセサリー・ハンドバッグ                       |
| 1階     | 化粧品・ハンドバッグ                             | 化粧品・ハンドバッグ                             |
| 地下1階 | 和菓子・洋菓子・ベーカリー・生鮮品・パントリー   | 和菓子・洋菓子・ベーカリー・生鮮品・パントリー   |
| 地下2階 | 総菜・ベーカリー                                 | 総菜・ベーカリー                                 |

### 本館
広島センタービルの大半、地下2階・地上10階から成る（地下3階があるがオフィススペースであり売場ではない）。ただし、3階は全フロアが広島バスセンターとなっており、そごうの売場は無い。1階 - 9階はアクア広島センター街と直結（一体化）している。地下1階には紙屋町シャレオ連絡通路、アストラムライン県庁前駅連絡通路が設けられている。また、3階にはメルパルク広島と連絡通路にて直結している。
屋上には広島市内で最後まで営業を続けた屋上遊園地が存在していたが、2011年に閉鎖された。
各フロアの詳細は公式サイト内本館フロアガイドを参照のこと。

### 新館(閉店済)
NTTクレド基町ビル商業棟の、地下1階・地上11階から成っていた。ただし、10階は中国新聞文化センター（ちゅーぴーカレッジ）、11階はNTTクレドホールとなっており、そごうの売り場はない。隣接して宿泊棟（リーガロイヤルホテル広島）が並ぶ。
営業時は衣料（婦人服・紳士服）関係のフロアが多く展開され、小物やインテリアを多くそろえる本館との棲み分けがなされていた。8階にはロフトが1フロア全体に入居していたるほか、9階には2007年（平成19年）7月12日オープンの「そごうインテリアスタジオ」が展開されていた(ただし、後述する新館の閉店後は本館の7階に移転)。同年2月25日まではベスト電器が入居していたが、現在同フロアにはエディオン広島本店のサテライト店舗があった。
1994年（平成6年）の新館完成に併せて本館との連絡通路が設けられた。連絡通路は1階（階段、車いす・ベビーカー用リフト（係員呼び出し後に係員が操作））・3階（階段のみ）・6階（階段、エスカレーター、エレベーター）に設けられていた。当初計画では1階・3階のみに連絡通路を設ける予定だった。連絡の際にはアクア広島センター街を通過して行う事になる。6階連絡通路は開設当初階段と係員操作のリフトが設置されていたが、2004年（平成16年）の改修で現在の姿に改修された。
2022年6月に本館の改装を行うと同時に2023年夏を目処に新館の営業を終了させて売場面積を縮小させる予定であると発表。その後、入居するNTTクレド基町ビルを管理するNTT都市開発との賃貸契約が終了することから、2023年8月31日に閉店した。NTT都市開発によると現時点では新館閉店後のテナントは決まっておらず、2025年春に向け物販だけでなくアミューズメント施設などの誘致も検討しているという。

## サテライトショップ
広島そごう時代の最盛期には福山・呉の百貨店店舗のほか、広島・山口・島根の3県に50近くのサテライトショップ（小型店舗）を有した。尾道そごう駅前ショップのように福山・呉の支店扱い店舗もあり、山口県の店舗のうち下関店は小倉そごうの分店扱いであった。安佐南区八木のそごう八木店（そごうサンホームズ）はそごうグループの民事再生法適用申請に合わせて閉店した。
かつて存在した広島そごうのサテライトショップは以下の通り。
福山そごうショップ
広島県福山市三之丸町8番16号、福山キャッスルホテル新館地下1階。1984年（昭和59年）7月1日開店。
府中そごうショップ
広島県府中市府川町8番1号、府中駅前。1983年（昭和58年）5月20日開店。
世羅そごうショップ
広島県世羅郡本郷656番地2、バラエティーショップジョイ内。1983年（昭和58年）11月12日開店。
尾道そごう駅前ショップ
広島県尾道市東御所町2番11号、尾道駅前みやビルの1階から5階。1982年（昭和57年）6月11日開店。福山そごうの開業後は同店の支店扱いとなり、福山そごうの破綻に伴い閉店した。
三原そごうショップ（そごう三原ギフトショップ）
広島県三原市港町2235番地69、多田ビル1階。1981年（昭和56年）9月19日開店。
竹原そごうショップ
広島県竹原市竹原町字中堀1381番38、竹原市役所前。1983年（昭和58年）11月26日開店。
呉そごう駅前ショップ
広島県呉市中央一丁目5番1号。1983年（昭和58年）7月8日開店。
東広島そごう駅前ショップ
広島県東広島市西条岡町8番7号。1981年（昭和56年）10月31日開店。
三次そごう駅前ショップ
広島県三次市十日市町1182番地6。1981年（昭和56年）9月25日開店、1983年（昭和58年）11月12日移設。
そごう広島空港売店
広島空港ビル（移転前の旧空港）内。1980年（昭和55年）5月1日開店。
そごう広島全日空ホテル特選品サロン
広島全日空ホテル内。1983年（昭和58年）9月13日開店。
松江そごう京店ショップ
島根県松江市末次町46、明治生命京店ビルの1階から3階。1981年（昭和56年）11月22日開店。
出雲そごうショップ
島根県出雲市渡橋68。1983年（昭和58年）7月15日開店。
大田そごうショップ
島根県大田市大田町イ445番10。1983年（昭和58年）6月1日開店。
浜田そごう銀天街ショップ
島根県浜田市黒川町115。1982年（昭和57年）6月21日開店。
宇部そごうショップ
山口県宇部市相生町8番1号、宇部全日空ホテル1階。1983年（昭和58年）11月1日開店。
防府そごう駅前ショップ
山口県防府市戎町1の13。1982年（昭和57年）9月26日開店。
光・二幸そごうショップ
山口県光市島田二丁目26番25号。1984年（昭和59年）6月1日開店。
徳山そごう銀座ショップ
山口県徳山市（2003年より周南市）平和通り二丁目31号。1981年（昭和56年）10月26日開店。
岩国そごうショップ
山口県岩国市麻里布町一丁目4番3号。1978年（昭和53年）7月1日開店。

## 参照
1. ↑  SOGO HIROSHIMA（そごう・西武）
2. 1 2 3  アクセス・駐車場（そごう広島店）
3. ↑  『広島バスセンター40年史』（以降『40年史』とする）34ページ
4. ↑  『40年史』37ページ
5. ↑  『40年史』39ページ
6. ↑  『40年史』42ページ
7. ↑  “大阪発祥の百貨店「そごう」、関西から姿消す 今月末で”. 朝日新聞. (2020年8月24日) 2020年8月31日閲覧。
8. 1 2  “そごう広島店の新館が閉館へ”. 中国新聞. (2022年6月22日) 2022年6月22日閲覧。
9. 1 2  “そごう広島店 ２０２３年秋 全館リニューアル” (PDF).  そごう・西武 (2022年6月22日). 2022年6月25日閲覧。
10. 1 2 3  「「そごう広島店」新館　３１日に営業終了　２９年の歴史に幕」『NHK NEWS WEB』2023年8月31日。2023年8月31日閲覧。
11. ↑  “そごう広島店の屋上遊園地が営業終了－市内中心部から姿消す”.   みんなの経済新聞. 2020年9月5日閲覧。
12. 1 2 3 4 5 6 7 8 9 10 11 12 13 14 15 16 17 18 19 20 21 22 23 24 25 26 27 28 29 30 31 32 33 34 35 36 37 38 39  広島そごう開店十周年記念誌編集委員会『感謝のこころを、輝くあしたへ : 広島そごう開店10周年記念誌』広島そごう、1984年10月、88-99頁。

## 参考書籍
- 『広島会社手帳』（広島経済リポート編、株式会社広島経済研究所）
- 『広島バスセンター40年史』（株式会社広島バスセンター 40年史編集委員会）